# 1260 Walhalla
1260 Walhalla este un asteroid din centura principală, descoperit pe 29 ianuarie 1933, de Karl Reinmuth.